# Рагби 15 репрезентација Португалије
Рагби јунион репрезентација Португалије је рагби јунион тим који представља Португалију у овом екипном спорту. Највећи успех Португалија је у историји остварила када се пласирала на Светско првенство у рагбију 2007. које се одржавало у Француској. Први меч португалски рагбисти играли су против суседне Шпаније 1935. Највећу победу Португалија је остварио против Немачке 2010. било је убедљивих 69-0. Најтежи пораз Португалији је нанела Рагби јунион репрезентација Новог Зеланда 108-13. Највише утакмица за репрезентацију одиграо је Васко Ува - 100, најбољи поентер је Гонсало Малхеиро - 279 поена, а највише есеја је дао Антонио Агуилар - 24 есеја. Поругал је у најачој дивизији 1А - Куп европских нација

## Тренутни састав
Франсиско Соуса
Филипе Переира
Салвадор Васало
Хулијен Барди
Васко Ува - капитен
Дејвид дос Рејс
Франсиско Палхава Силва
Афонсо Соуса
Диого Торн
Мигуел Вилака
Рафаел Симоес
Жоао Алмејда
Бруно Роча
Бруно Медеирос
Тони Мартинс
Франсиско Фернандез
Васко Марквез
Лионел Кампергуе
Нуно Тафул
Мајк Тађер
Дуарте Маркес
Педро Бетенкорт Авила
Жоао Афонсо
Мануел Муртеира
Томас Аплетон
Гонсало Форо
Мануел Вилела
Франсиско Аплетон
Хозе Лима
Карлос Сотомајор
Максим Тониета
Франсиско Пинто Магалхаес